# Alaskagolfen

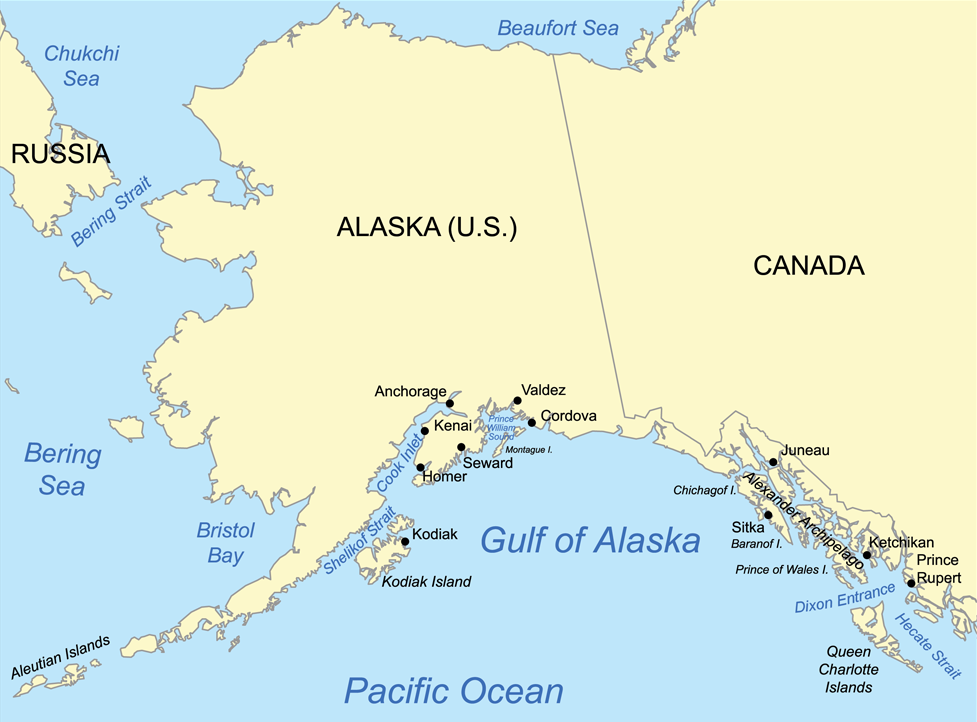
Karta över Alaskagolfen.

Alaskagolfen (engelska: Gulf of Alaska) är en bukt i den norra delen av Stilla havet som definieras av Alaskas södra kust, som buktas inåt från Alaskahalvön och Kodiak Island i väst till Alexanderarkipelagen i öst, där Glacier Bay och Inside Passage finns. Golfens hela kustlinje är en kombination av skog, berg och glaciärer. Alaskas största glaciärer, Malaspinaglaciären och Beringglaciären, rinner ut i Alaskagolfen.
Relativt varmt ytvatten rör sig i form av Alaskaströmmen längs kusten mot norr och väster. Ett rikt laxfiske förekommer i bukten.
I Alaskagolfen uppskattas 3,5 %–11,4 % av all dess sötvattensinflöde ske genom submarint grundvattensutflöde.